# Arromanches-les-Bains
Arromanches-les-Bains (francouzská výslovnost: [aʁɔmɑ̃ʃ le bɛ̃]; nebo jednoduše Arromanches) je obec v departementu Calvados v regionu Normandie na severozápadě Francie.

## Dějiny
Arromanches je připomínáno jako místo vylodění v Normandii a zejména jako místo, kde byl postaven umělý přístav Mulberry. Tento umělý přístav umožňoval vylodění 9 000 tun materiálu denně.
Právě na pláži Arromanches během invaze do Normandie bezprostředně po dni D spojenci zřídili umělý dočasný přístav, který umožnil vykládku těžké techniky bez čekání na dobytí hlubinných přístavů, jako je Le Havre nebo Cherbourg. Přestože se Arromanches nachází v centru vyloďovací zóny pláže Gold, byl ušetřen náporu bojů v den D, takže výstavba a provoz přístavu mohly pokračovat co nejrychleji, aniž došlo k poškození pláže a zničení okolních komunikačních linek. Přístav byl uveden do provozu 14. června 1944.
Toto místo bylo jedním ze dvou míst vybraných pro zřízení nezbytných přístavních zařízení pro vyložení množství zásob a vojáků potřebných pro invazi během června 1944, druhé bylo vybudováno dále na západ na pláži Omaha. Britové postavili obrovské plovoucí betonové kesony, které poté, co byly odtaženy z Anglie, musely být sestaveny tak, aby vytvořily stěny a mola tvořící a definující umělý přístav zvaný Mulberry. Jednalo se o pontony spojené s pevninou plovoucími silnicemi. Jeden z těchto přístavů byl smontován v Arromanches a obrovské betonové bloky, části přístavu Mulberry, dodnes zůstávají na pláži a další lze vidět dále na moři.
K 12. červnu 1944 bylo vyloděno více než 300 000 mužů, 54 000 vozidel a 104 000 tun zásob. Během 100 dnů provozu přístavu bylo vyloděno 2,5 milionu mužů, 500 000 vozidel a 4 miliony tun materiálu. Nejvíce byl přístav využíván v posledním červencovém týdnu roku 1944. Během těchto sedmi dnů přeprava přes Arromanches přesáhla 136 000 tun nebo 20 000 tun za den.
Dnes je Arromanches hlavně turistickým městem. Nachází se na dobrém místě pro návštěvu všech bitevních míst a válečných hřbitovů, je zde také muzeum s informacemi o operaci Overlord a zejména o přístavu Mulberry.
Dne 21. září 2013 vytvořila společnost Sand in Your Eye se sídlem v Bradfordu památník „The Fallen 9,000“. Byl to dočasný sochařský projekt – vizuální reprezentace 9 000 lidí nakreslených v písku, což odpovídá počtu civilistů, německých sil a spojenců, kteří zemřeli během vylodění v den D. Jeho umístění se shodovalo s dnem míru a na konci dne byl spláchnut s přílivem.

### Heraldika
|  | Blason: Azurový podklad, zlatá kotva se stříbrnou hvězdou mezi dvěma černými řetězy umístěnými do zlomené obrácené šipky. Nahoře je na červeném podkladu zlatý leopard s modrou zbrojí a jazykem. |

## Geografie
Arromanches-les-Bains leží 12 km severovýchodně od Bayeux a 10 km západně od Courseulles-sur-Mer na pobřeží, kde se v den D 6. června 1944 uskutečnilo vylodění v Normandii. Přístup do obce je po silnici D514 z Tracy-sur-Mer na západě, která prochází městem a pokračuje do Saint-Côme-de-Fresné na východě. Silnice D87 také vede z města na jih do Ryes. Silnice D65 vede na východ do Meuvaines. Asi třetinu obce tvoří městská zástavba a zbytek zemědělská půda.
| Růžice kompasu | Lamanšský průliv | Lamanšský průliv      | Lamanšský průliv     | Růžice kompasu |
| Růžice kompasu | Tracy-sur-Mer    | Sever                 | Saint-Côme-de-Fresné | Růžice kompasu |
| Růžice kompasu | Tracy-sur-Mer    | Arromanches-les-Bains | Saint-Côme-de-Fresné | Růžice kompasu |
| Růžice kompasu | Tracy-sur-Mer    | Jih                   | Saint-Côme-de-Fresné | Růžice kompasu |
| Růžice kompasu | Ryes             |                       |                      | Růžice kompasu |

## Správa

### Seznam starostů

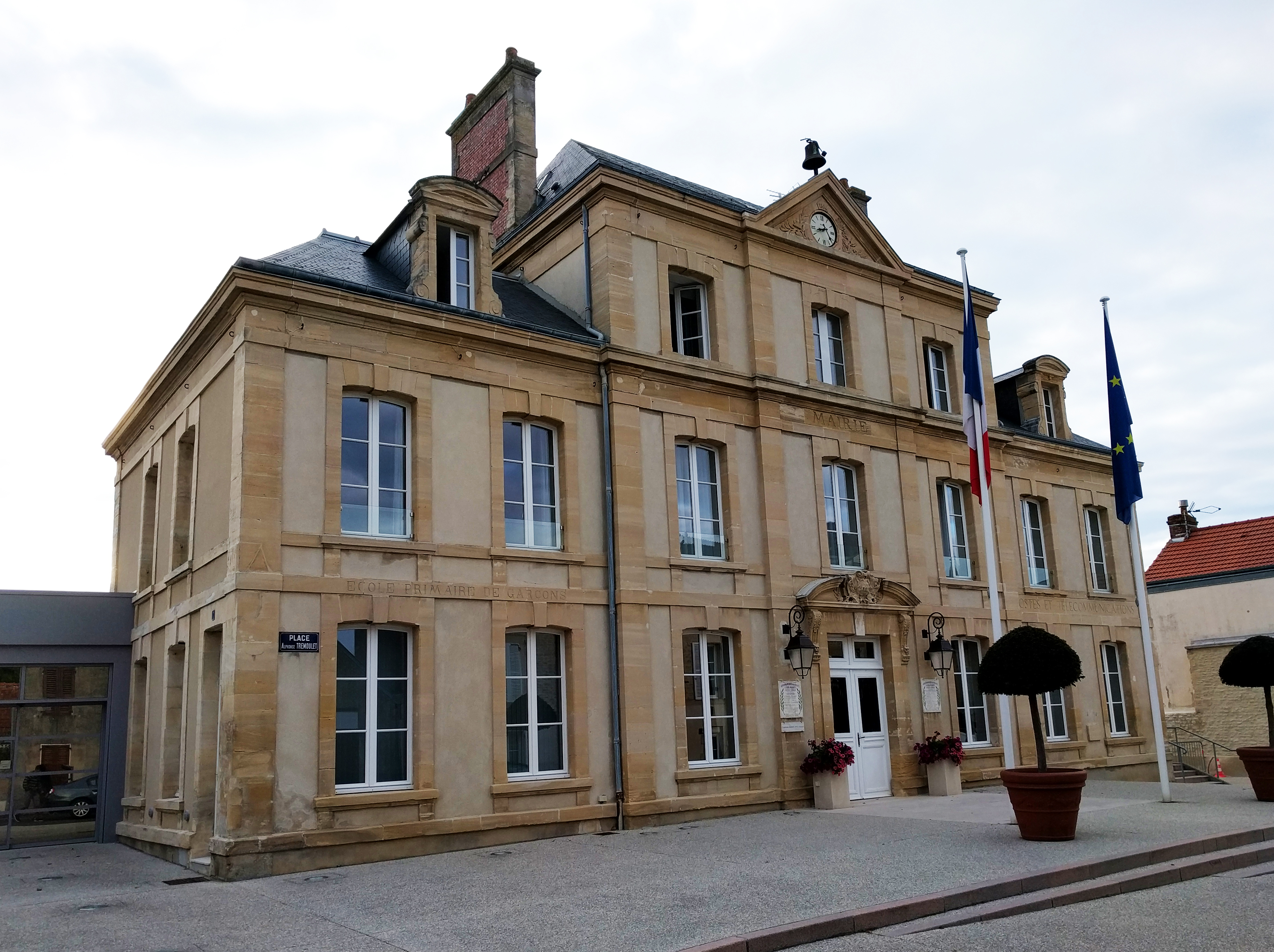
Radnice

Zdroj:
| Od   | Do   | Jméno          | Strana | Pozice |
| ---- | ---- | -------------- | ------ | ------ |
| 1995 | 2020 | Patrick Jardin |        | Optik  |
| 2020 | 2026 | Marcel Bastide |        |        |

## Demografie
Obyvatelé obce jsou ve francouzštině známí jako Arromanchais nebo Arromanchaises.
| Year | Pop. | ± %      |
| ---- | ---- | -------- |
| 1793 | 430  | —        |
| 1800 | 363  | − 2,39 % |
| 1806 | 450  | + 3,65 % |
| 1821 | 493  | + 0,61 % |
| 1831 | 520  | + 0,53 % |
| 1836 | 534  | + 0,53 % |
| 1841 | 528  | − 0,23 % |
| 1846 | 500  | − 1,08 % |
| 1851 | 490  | − 0,40 % |
| 1856 | 502  | + 0,49 % |
| 1861 | 505  | + 0,12 % |
| 1866 | 533  | + 1,09 % |
| 1872 | 532  | − 0,03 % |
| 1876 | 544  | + 0,56 % |
| 1881 | 481  | − 2,43 % |
| 1886 | 480  | − 0,04 % |
| 1891 | 455  | − 1,06 % |
| 1896 | 444  | − 0,49 % |
| 1901 | 444  | + 0,00 % |
| 1906 | 380  | − 3,07 % |
| 1911 | 335  | − 2,49 % |
| 1921 | 273  | − 2,03 % |
| 1926 | 282  | + 0,65 % |
| 1931 | 288  | + 0,42 % |
| 1936 | 262  | − 1,87 % |
| 1946 | 282  | + 0,74 % |
| 1954 | 287  | + 0,22 % |
| 1962 | 298  | + 0,47 % |
| 1968 | 339  | + 2,17 % |
| 1975 | 355  | + 0,66 % |
| 1982 | 395  | + 1,54 % |
| 1990 | 409  | + 0,44 % |
| 1999 | 552  | + 3,39 % |
| 2007 | 609  | + 1,24 % |
| 2012 | 546  | − 2,16 % |
| 2017 | 489  | − 2,18 % |

Zdroj: EHESS a INSEE

## Kultura a dědictví

### Civilní dědictví
Obec má mnoho budov a míst, které jsou registrovány jako historické památky:
- Domy (19. století)
- Památník Notre-Dame-des-Flots v Rue du Calvaire (1911)
- Grand Hotel na 22 Rue du Maréchal Joffre (20. století)
- Stará radarová stanice v Le Callouet (20. století)
- Château du Petit Fontaine (1764)
- Toposkop (20. století)
- Umělý přístav a přístav Winstona Churchilla (20. století)
- Muzeum 6. června 1944 (1954)
- Lavoir (veřejná prádelna) (1896)
- Radnice a chlapecká základní škola (1884)
- Vesnice (starověk)
- Domy a hotely (18.–20. století)

Další zajímavá místa
- Muzeum vylodění
- Arromanches 360 stupňů

### Náboženské dědictví
Obec má několik církevních budov a míst, které jsou registrovány jako historické památky:
- Presbytář na 4 avenue de l'Amiral Mountbatten (1836)
- Monumentální kříž na Rue du Calvaire (1901)
- Hřbitov (1857)
- Farní kostel svatého Petra (19. století) – v kostele se nachází mnoho věcí, které jsou registrovány jako historické předměty:
  - Vitráže (19.–20. století)
  - Ciborium (19. století)
  - Patena (19. století)
  - Monstrance (19. století)
  - Kalich (19. století)
  - Krabice na olej pro nemocné (20. století)z ex voto: Rybáři v nebezpečí (19. století)
  - Obraz: Svatý Petr (19. století)
  - Obraz: Svatý Pavel (19. století)
  - Kříž: Kristus na kříži (19. století)
  - Stůl (17. století)
  - 34 lavic (19. století)
  - Sborová lavice a dřevěné obložení (19. století)
  - Kazatelna (19. století)
  - Křtitelnice (19. století)
  - Oltář, svatostánek a retabulum (19. století)
  - Oltář (1976)
  - Oltář (1) (18. století)
  - Nábytek v kostele

## Významné osobnosti
- Jules Carpentier, francouzský vynálezce. Na jeho počest je pojmenována hlavní ulice.
- François Carpentier, syn Julese Carpentiera, francouzský architekt a starosta obce. Založil Muzeum vylodění.
- Sylvie Jolyová vlastnila vilu v obci. Její otec byl starosta obce od roku 1947 do roku 1963.
- Boisgelinovi vlastnili velkou část obce a dodnes zde vlastní velký dům.

## Galerie

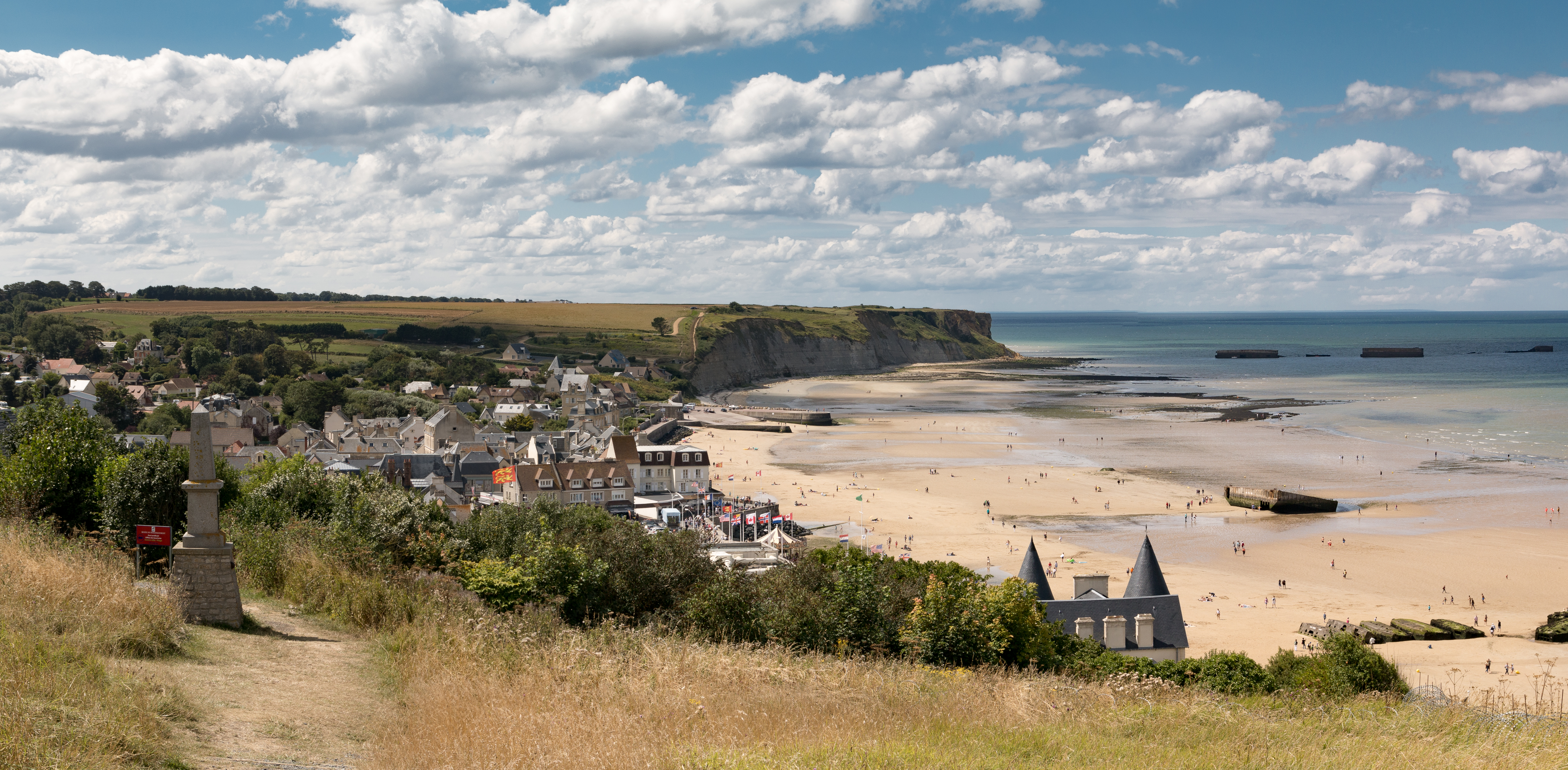
Panorama Arromanches-les-Bains
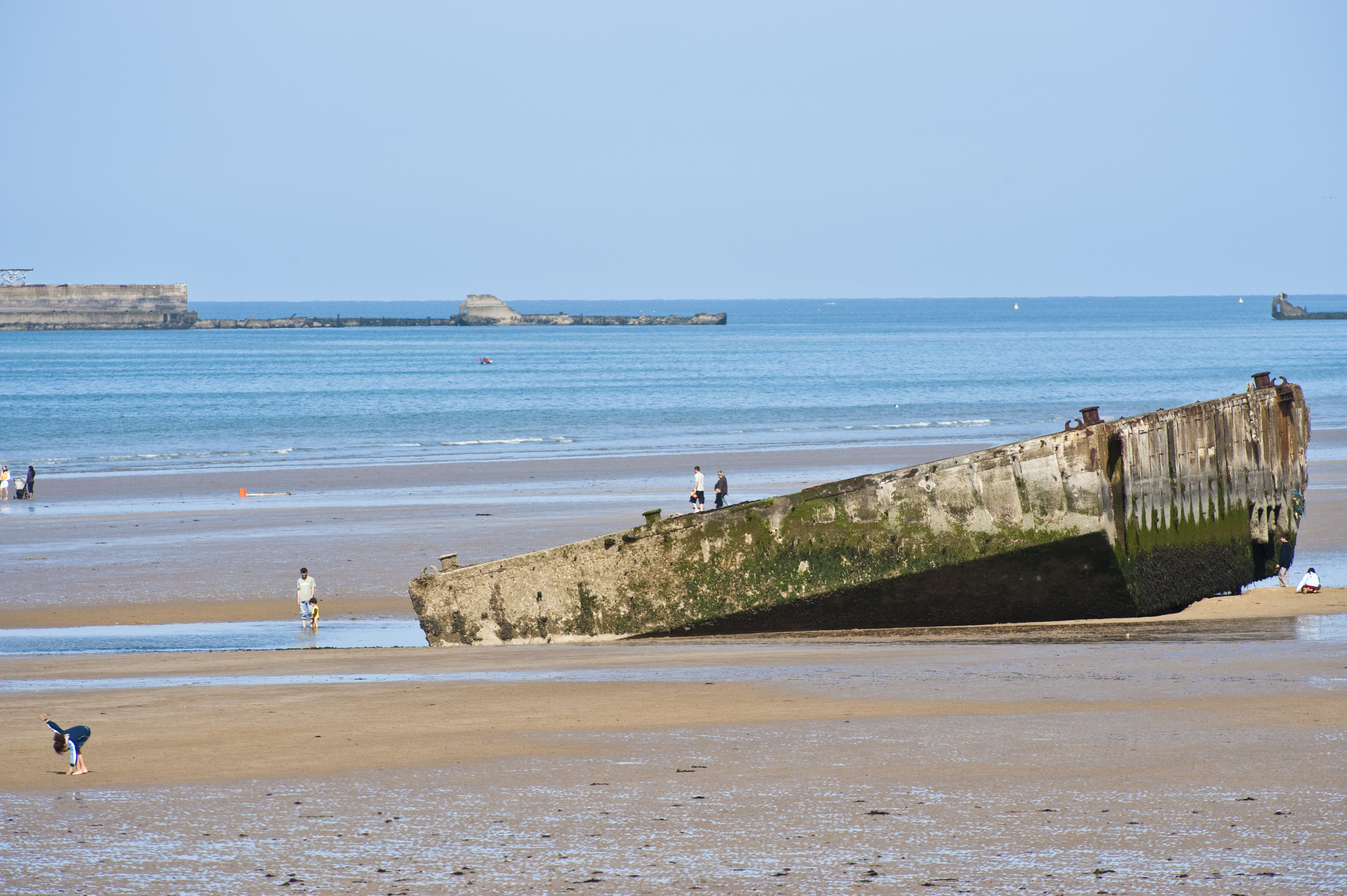
Pozůstatky přístavu Mulberry na pláži
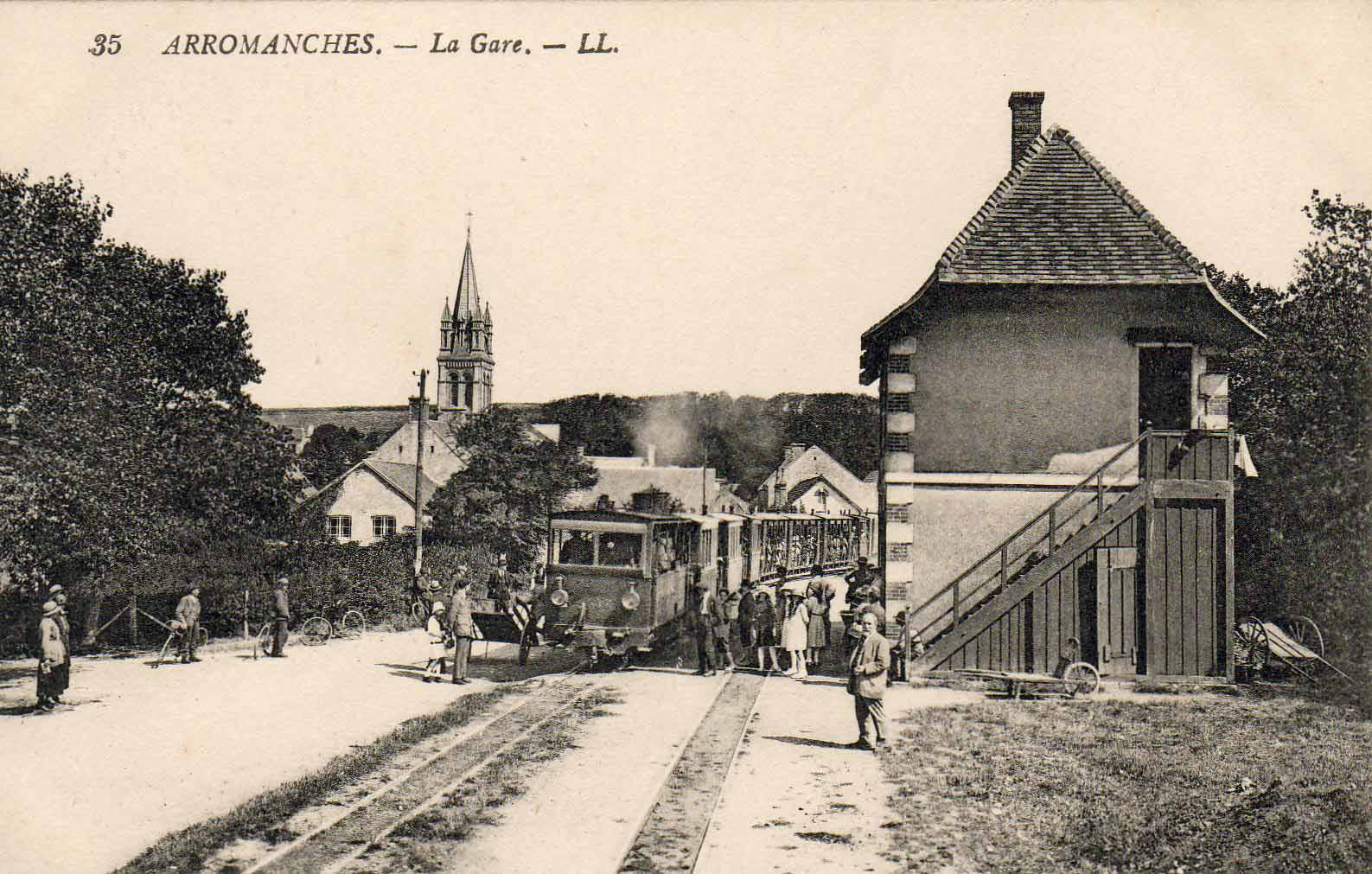
Železniční stanice Arromanches kolem roku 1901
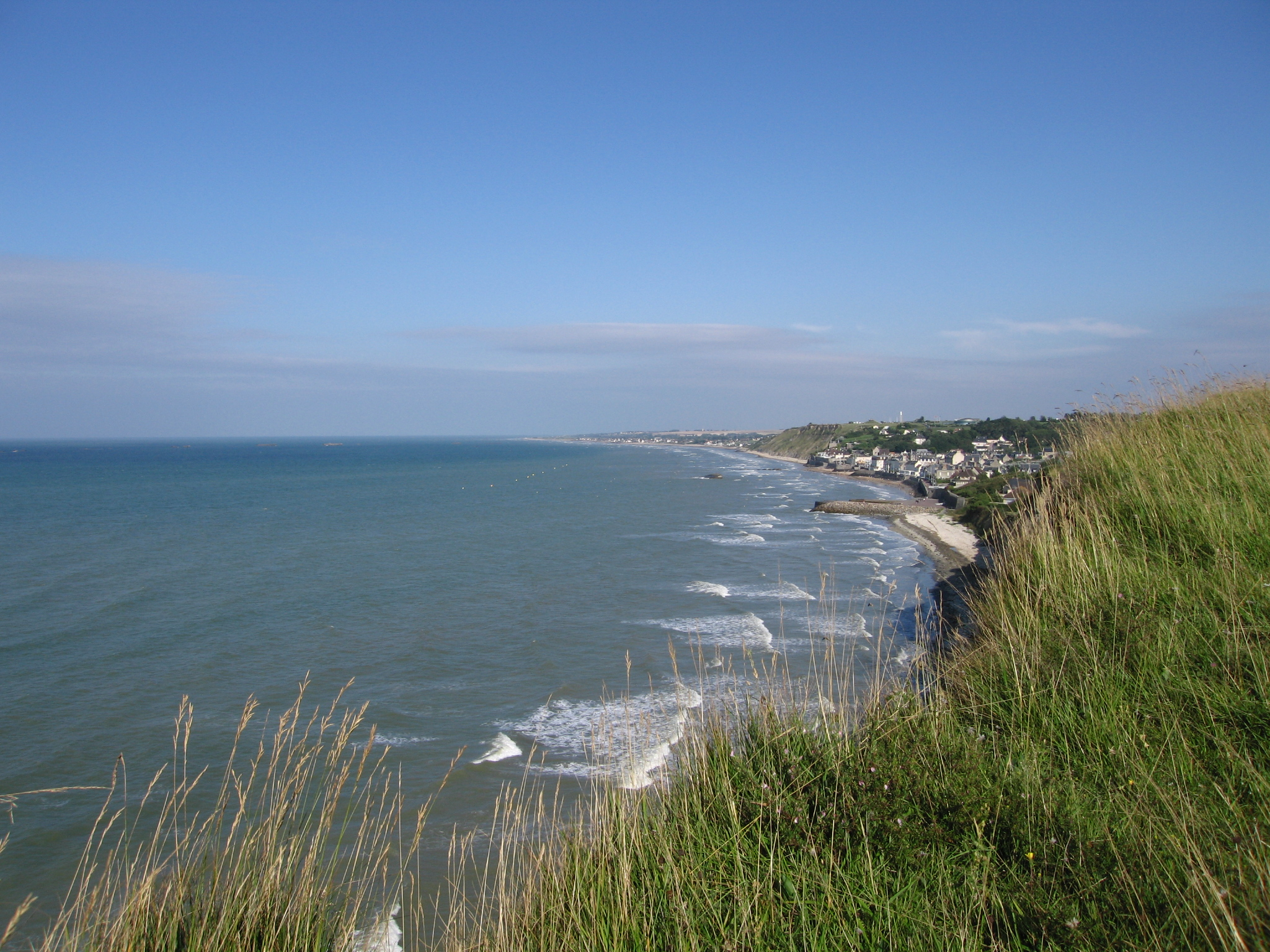
Pohled na pláž
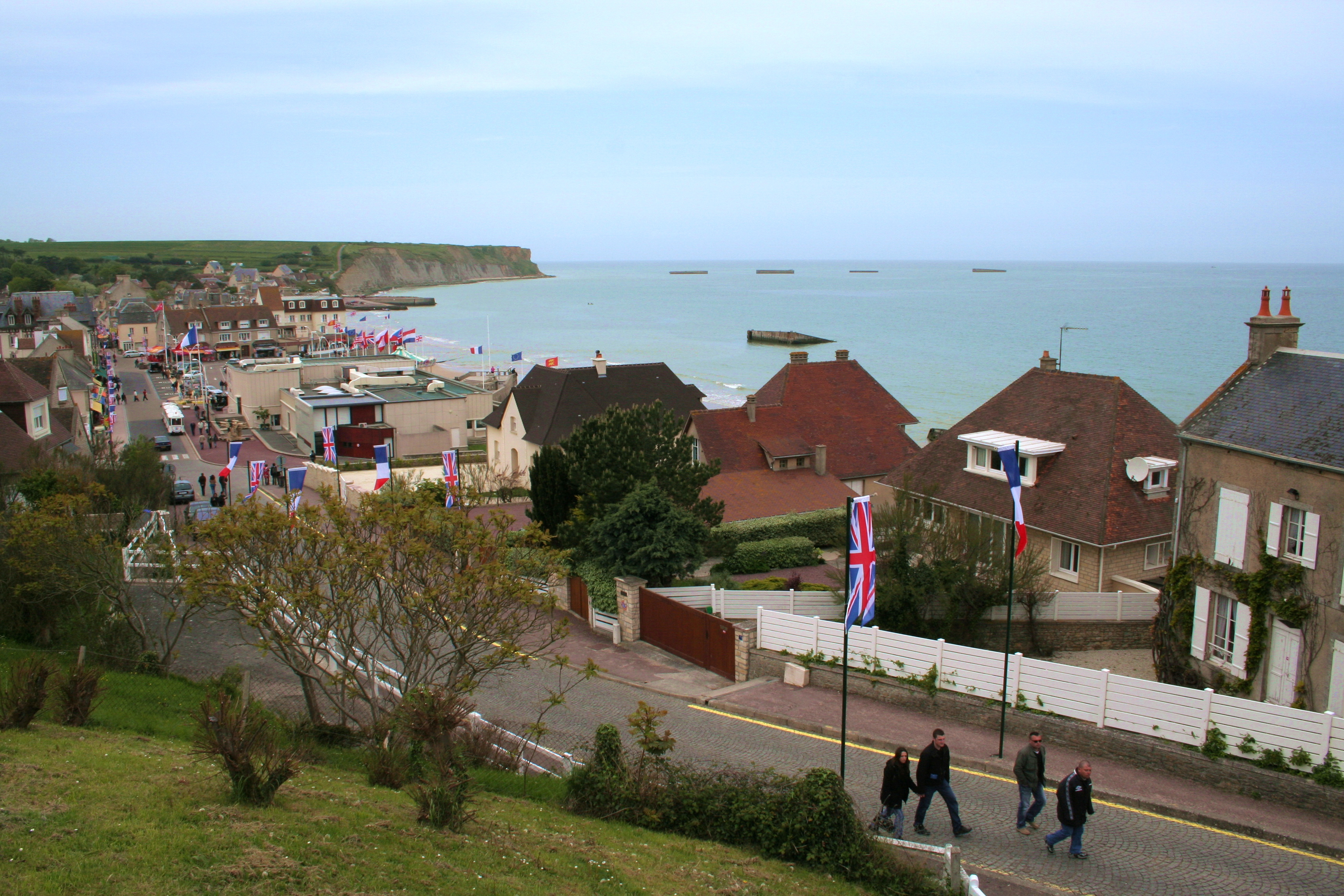
Město Arromanches
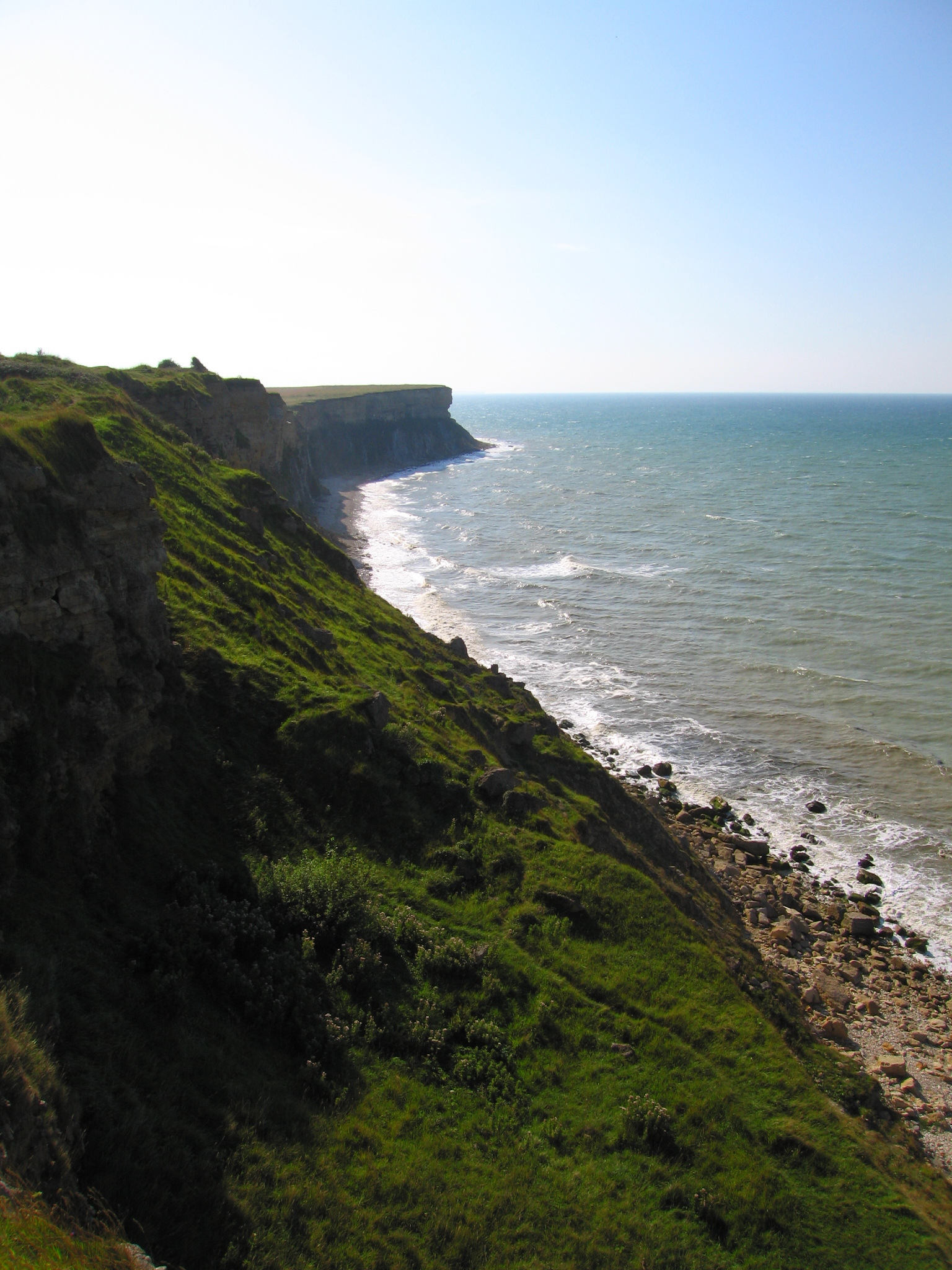
Útesy podél pobřeží
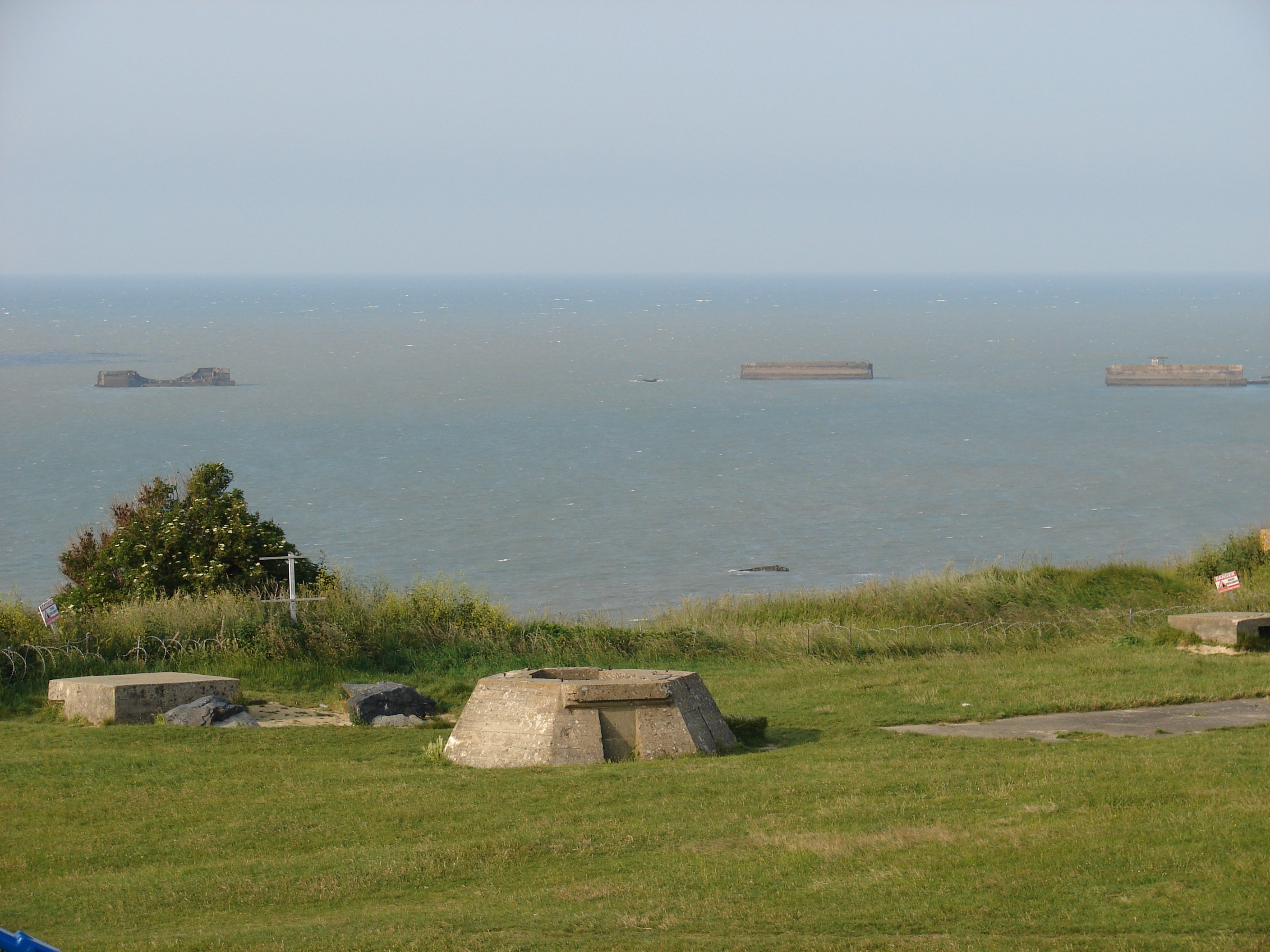
Zbytky německé obrany a přístavu Mulberry v pozadí
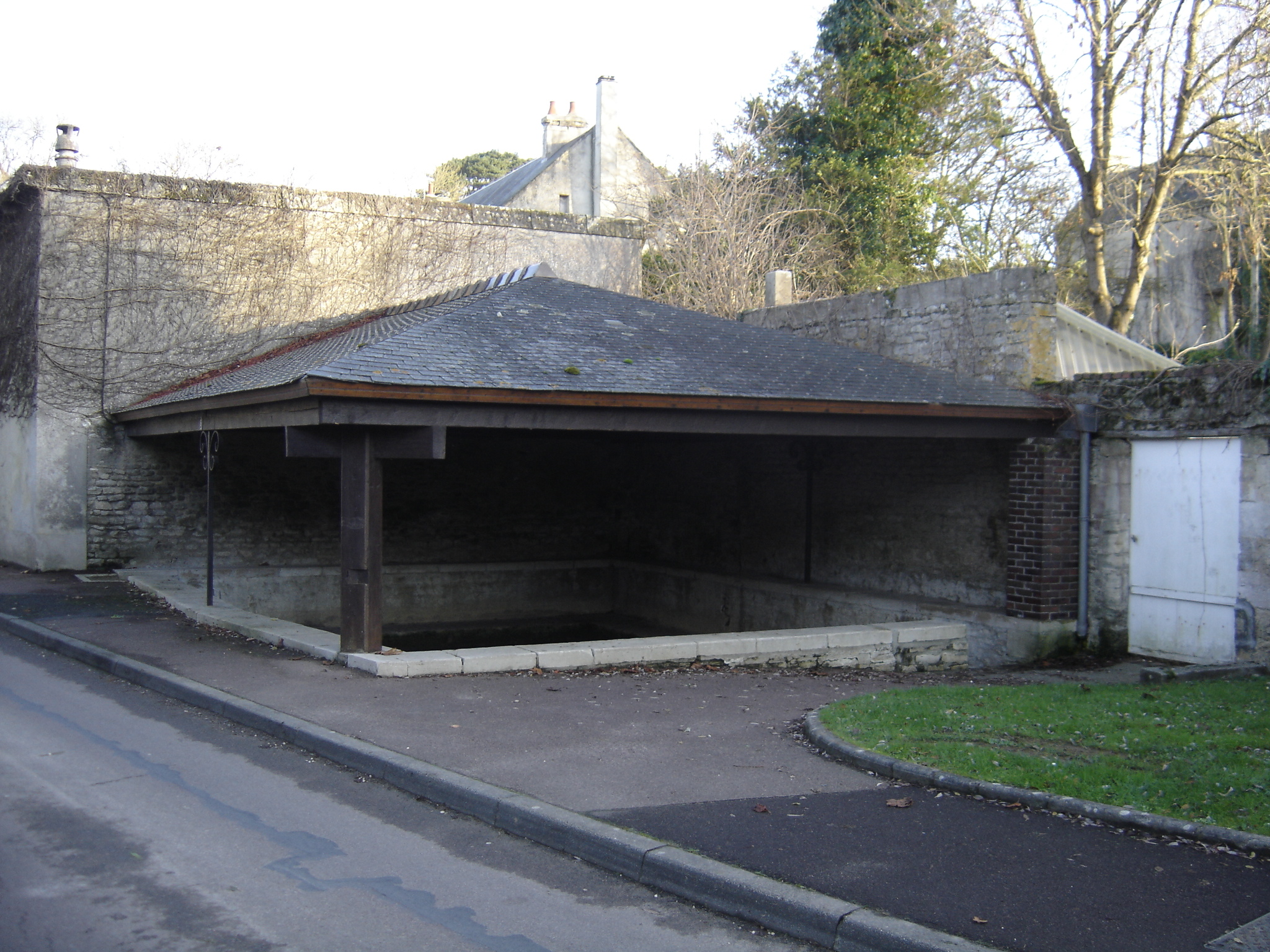
Lavoir (veřejná prádelna)
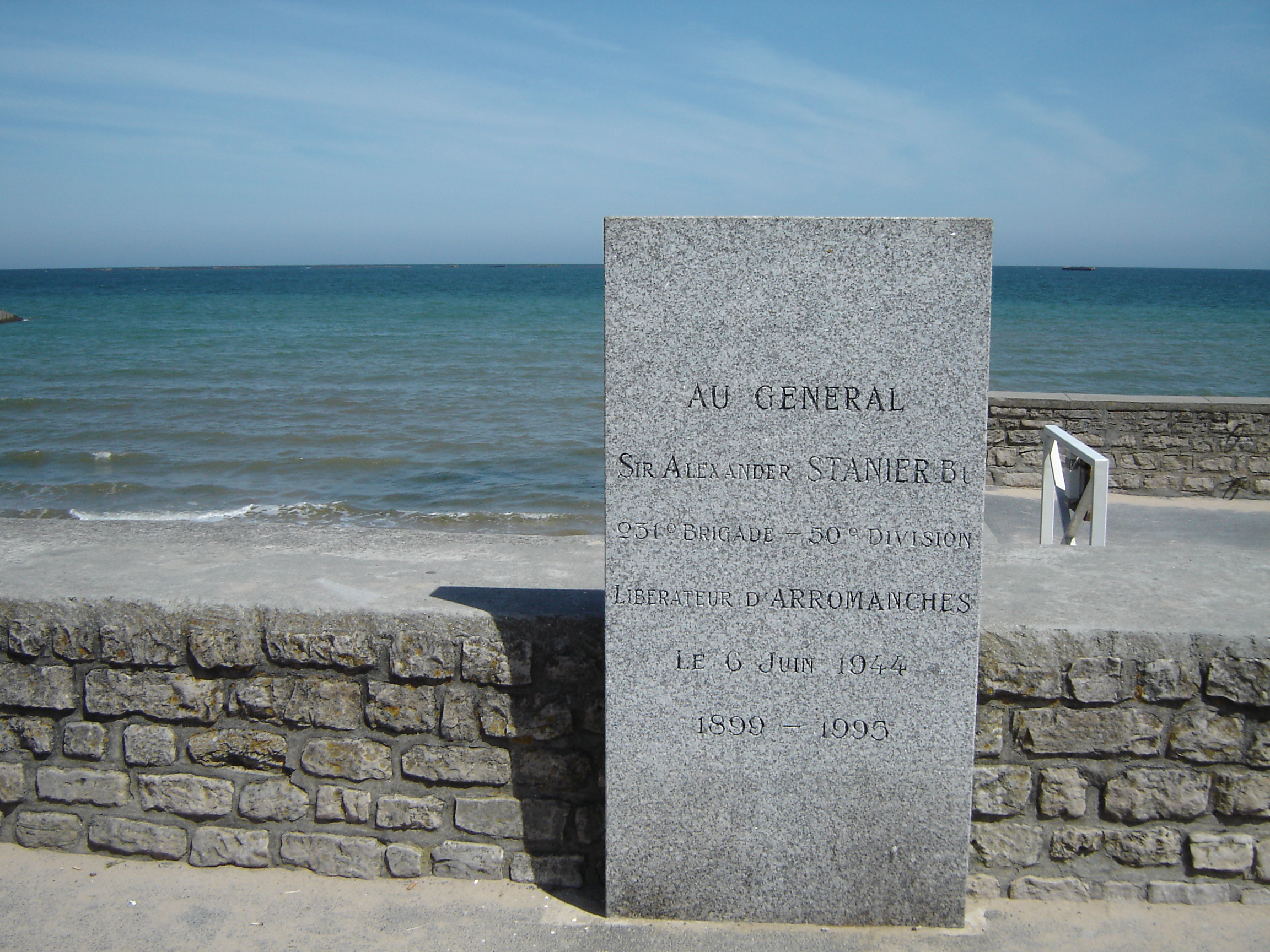
Památník Arromanches
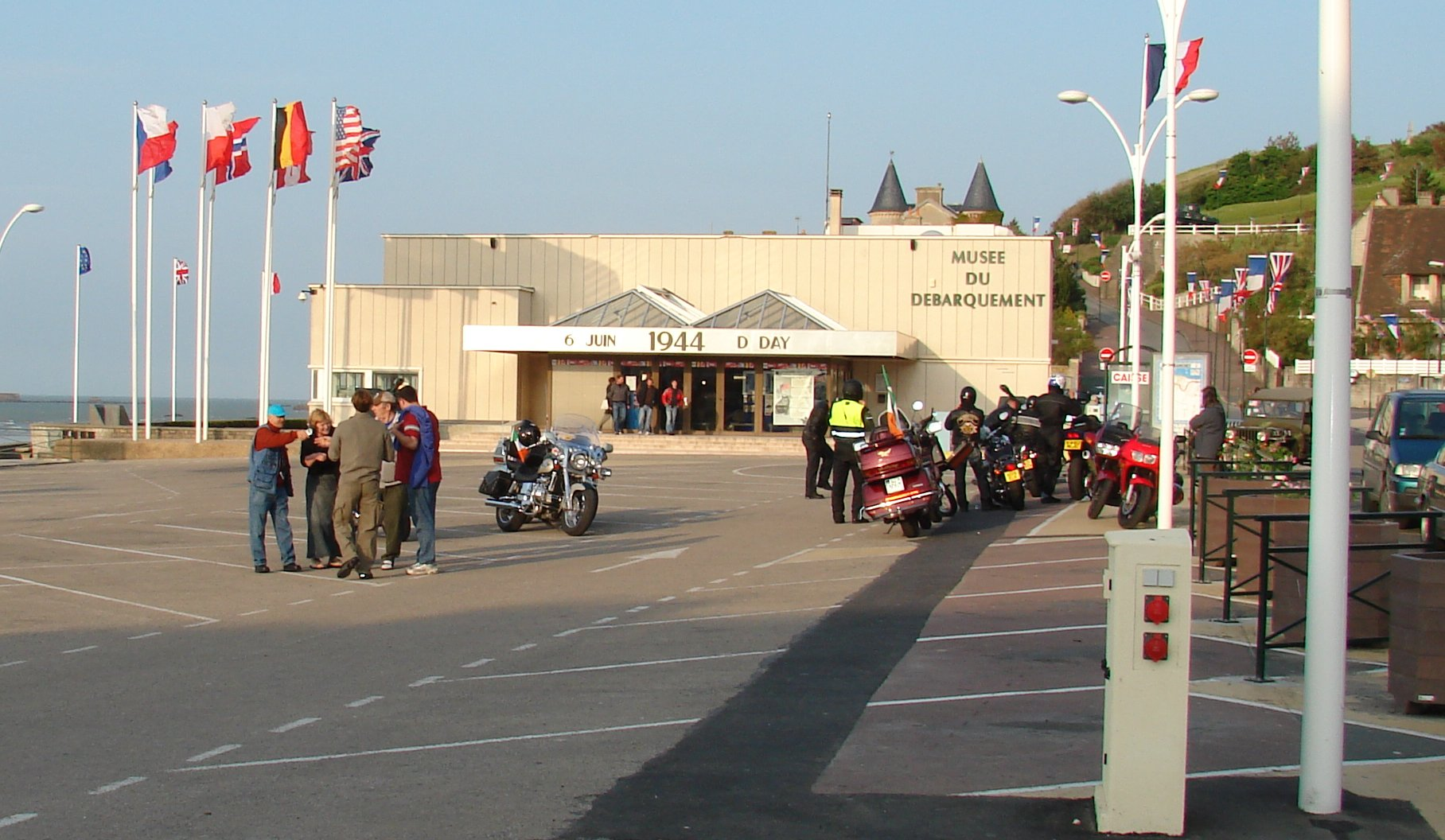
Muzeum vylodění
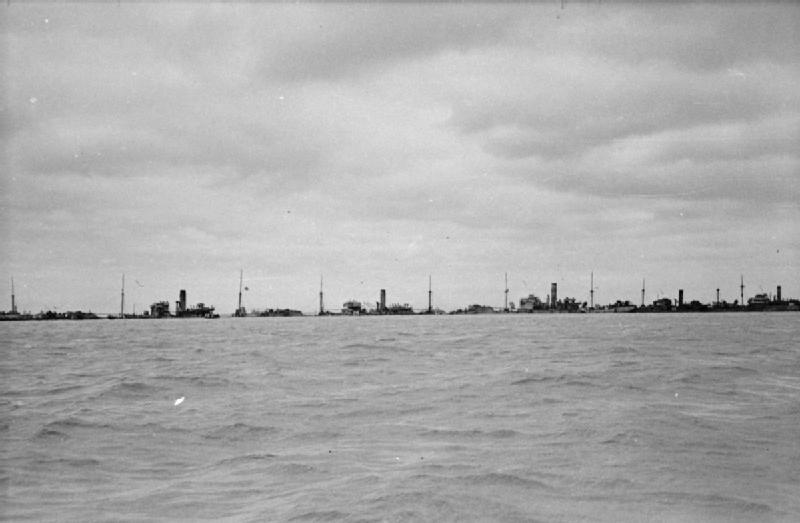
Přístav Mulberry v provozu (1944)
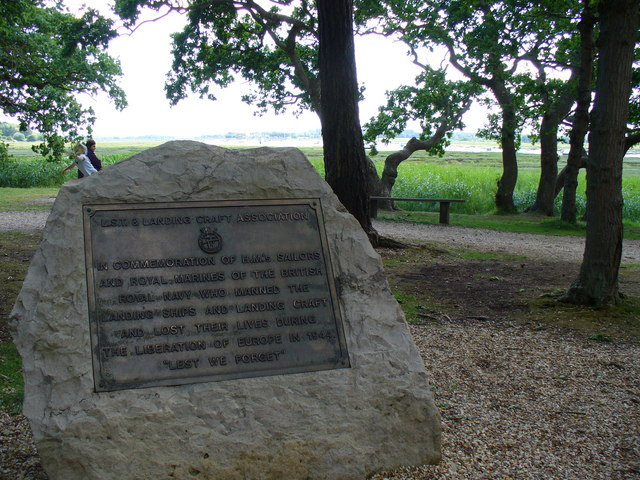
Pamětní deska
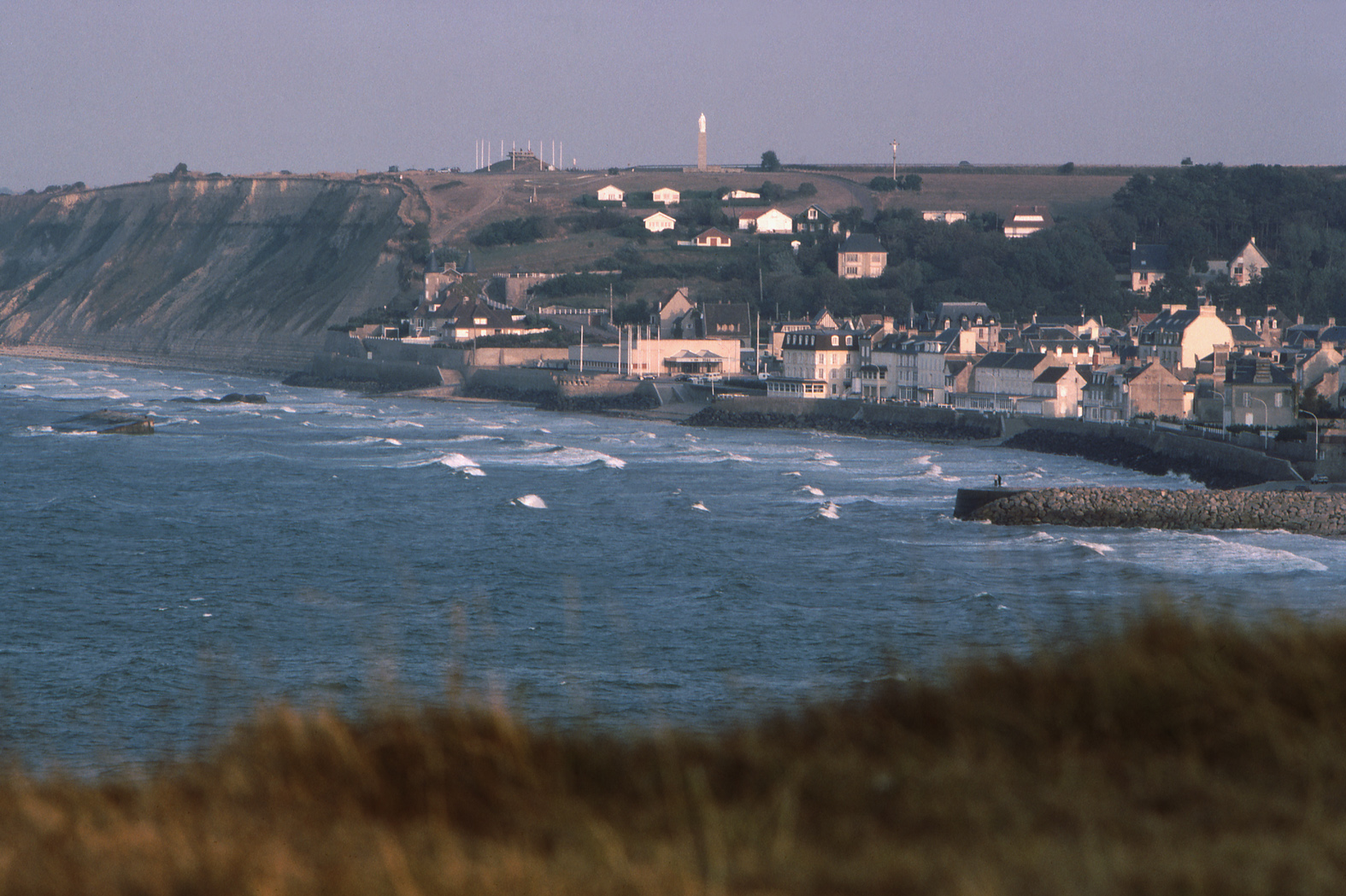
Arromanches z mysu Manvieux
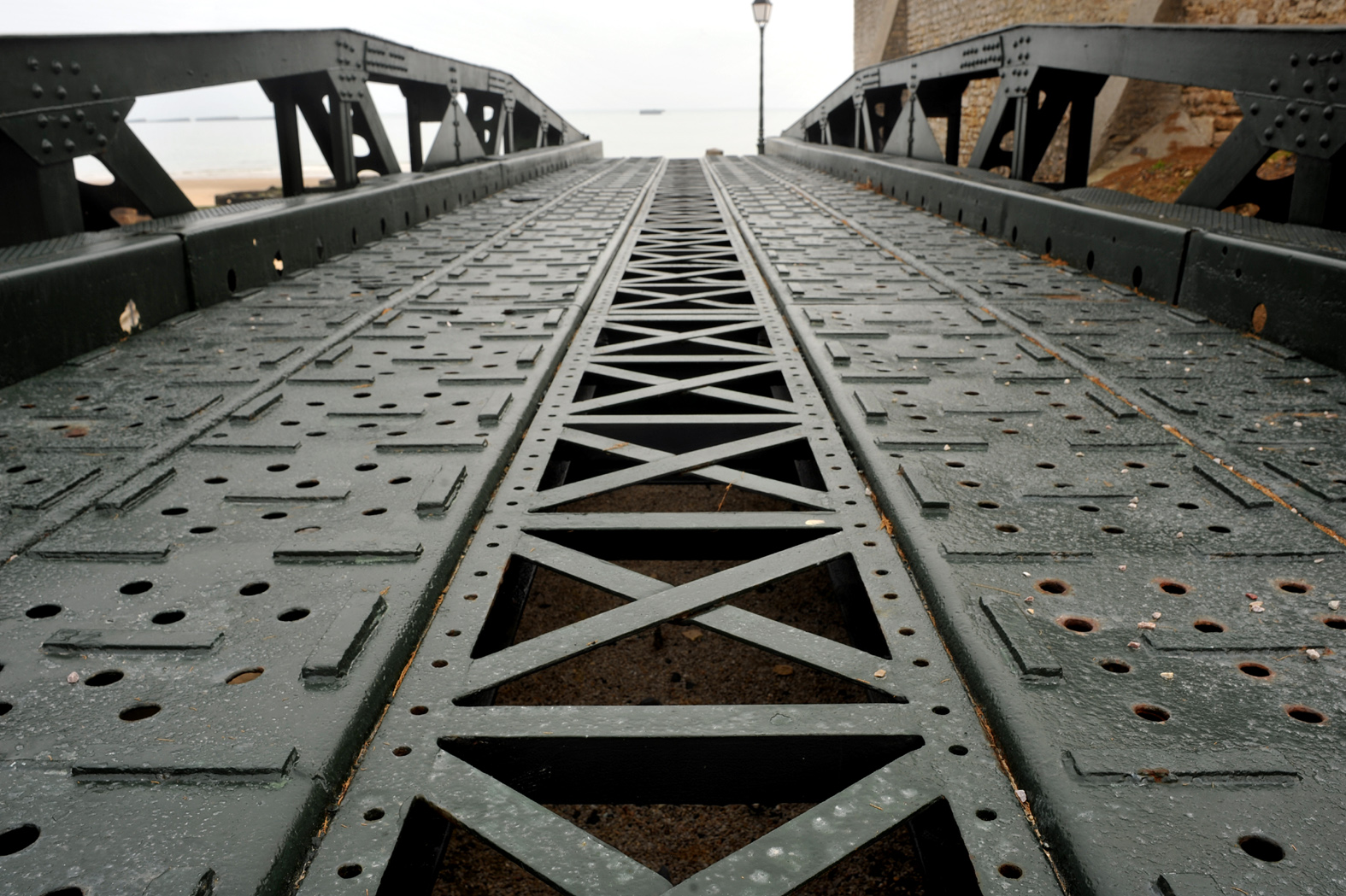
Mostní prvek „velrybí molo“ z přístavu Mulberry vystavený od roku 2004
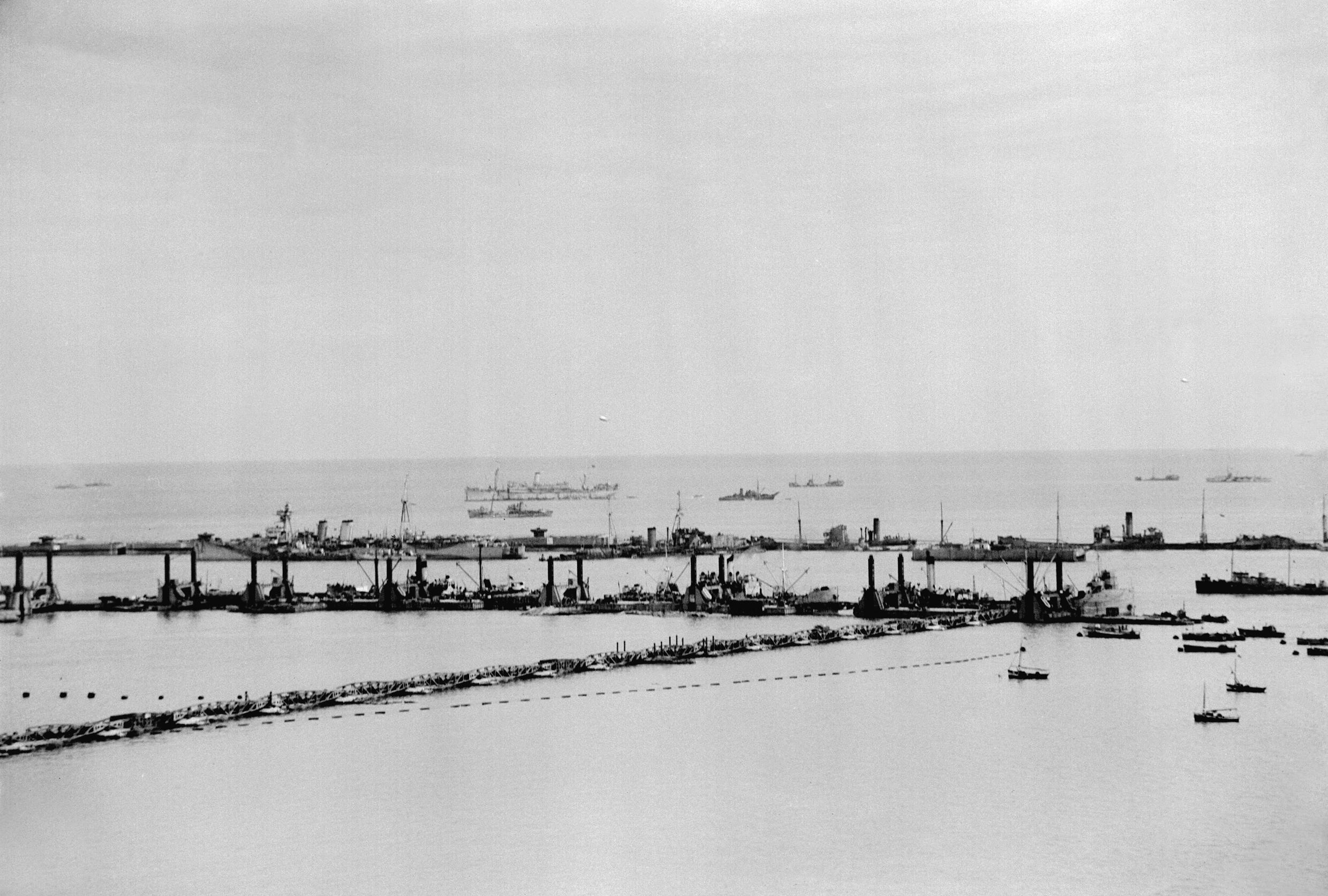
Přístav Mulberry v červnu 1944
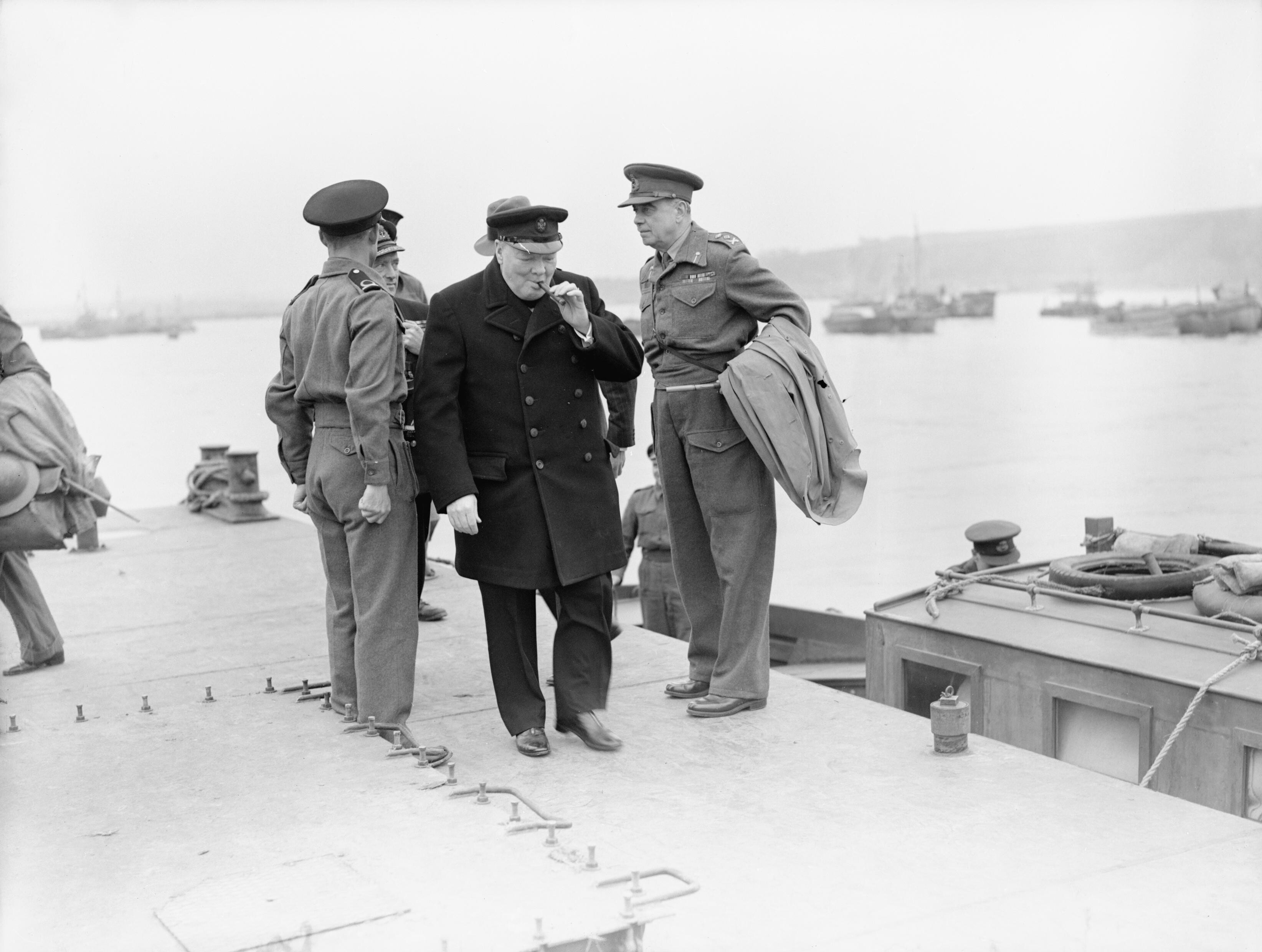
Winston Churchill v Arromanches 21.–23. července 1944
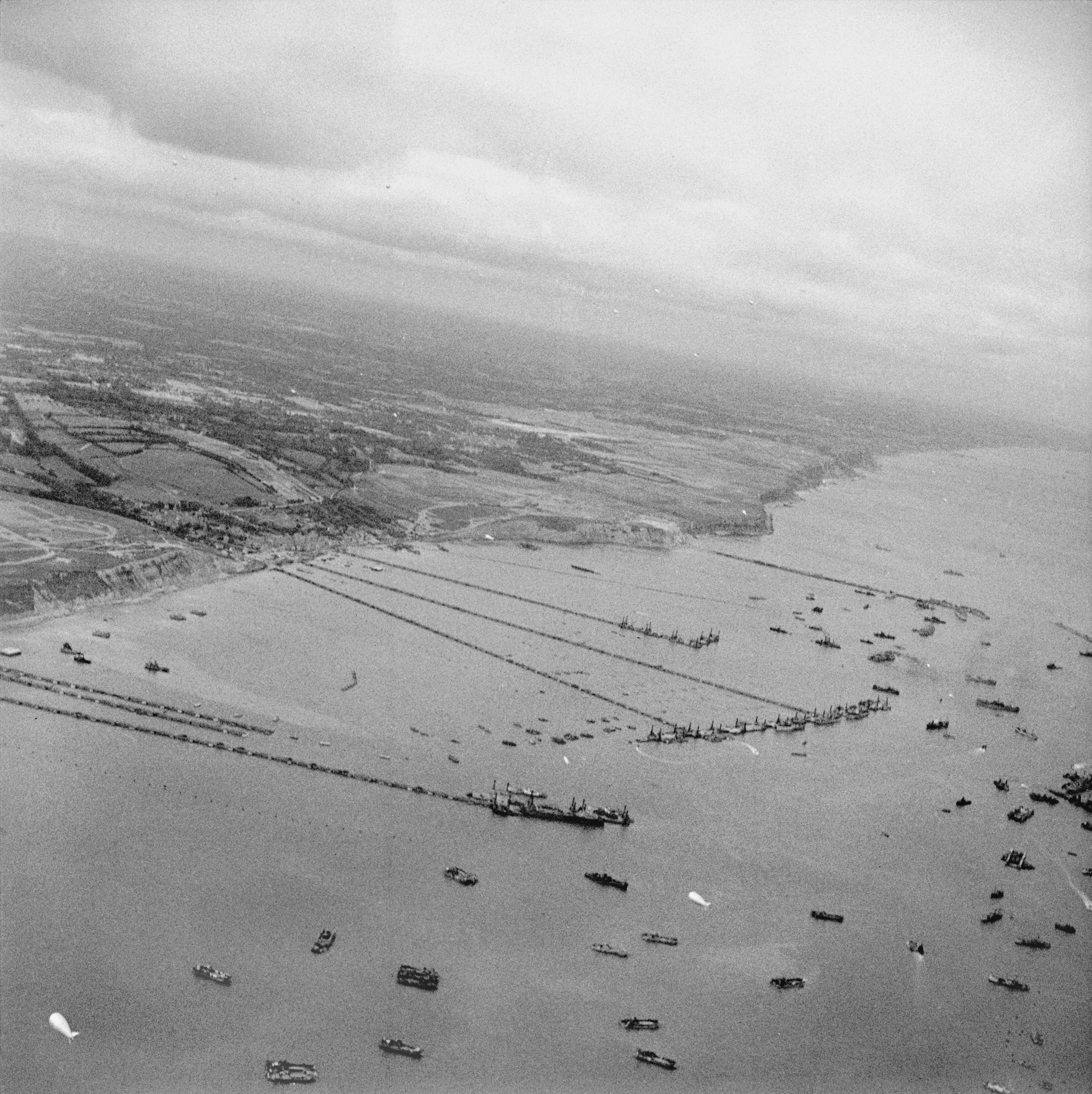
Letecký pohled na přístav Mulberry v září 1944
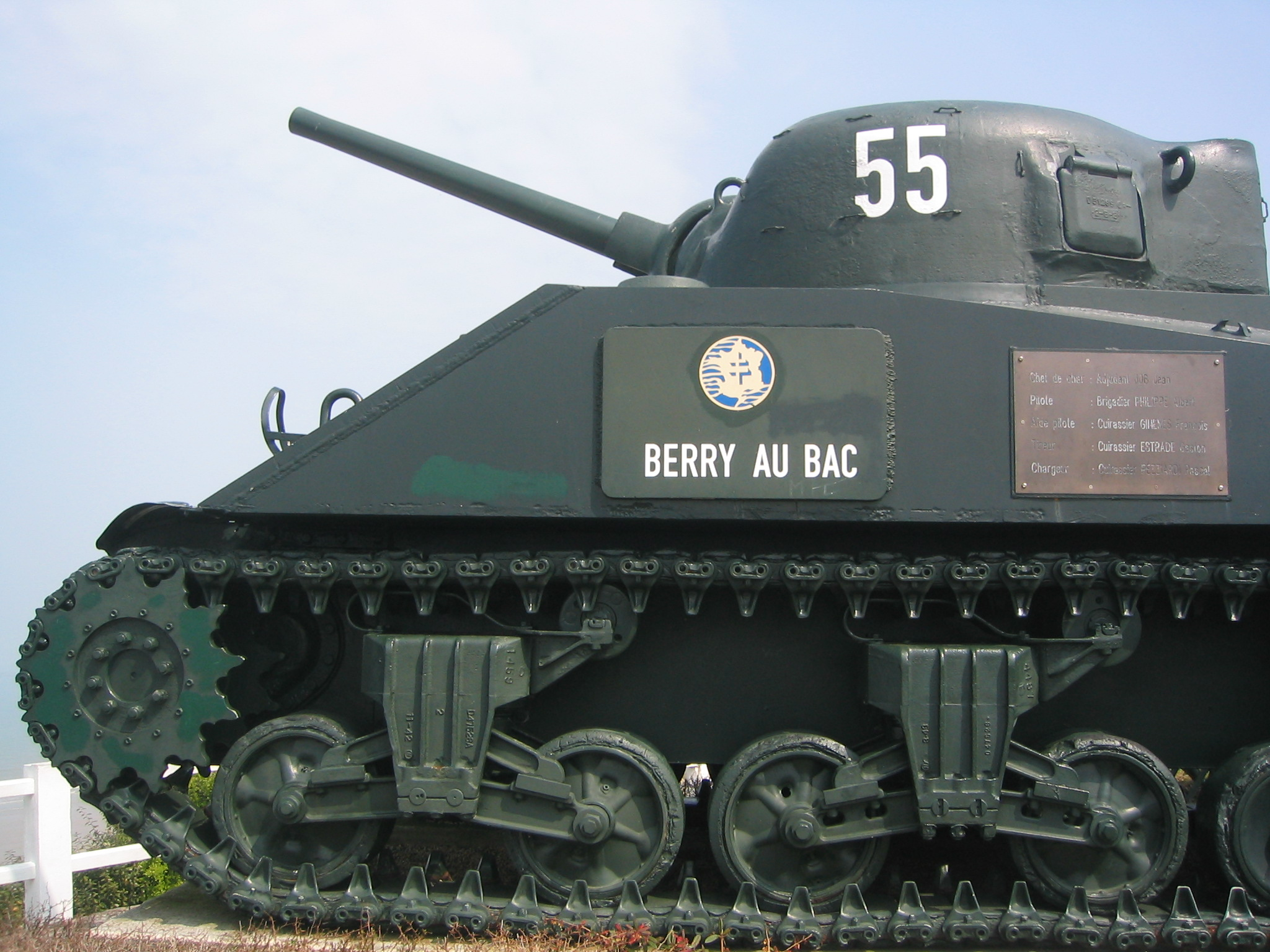
Sherman tank displayed at Arromanches
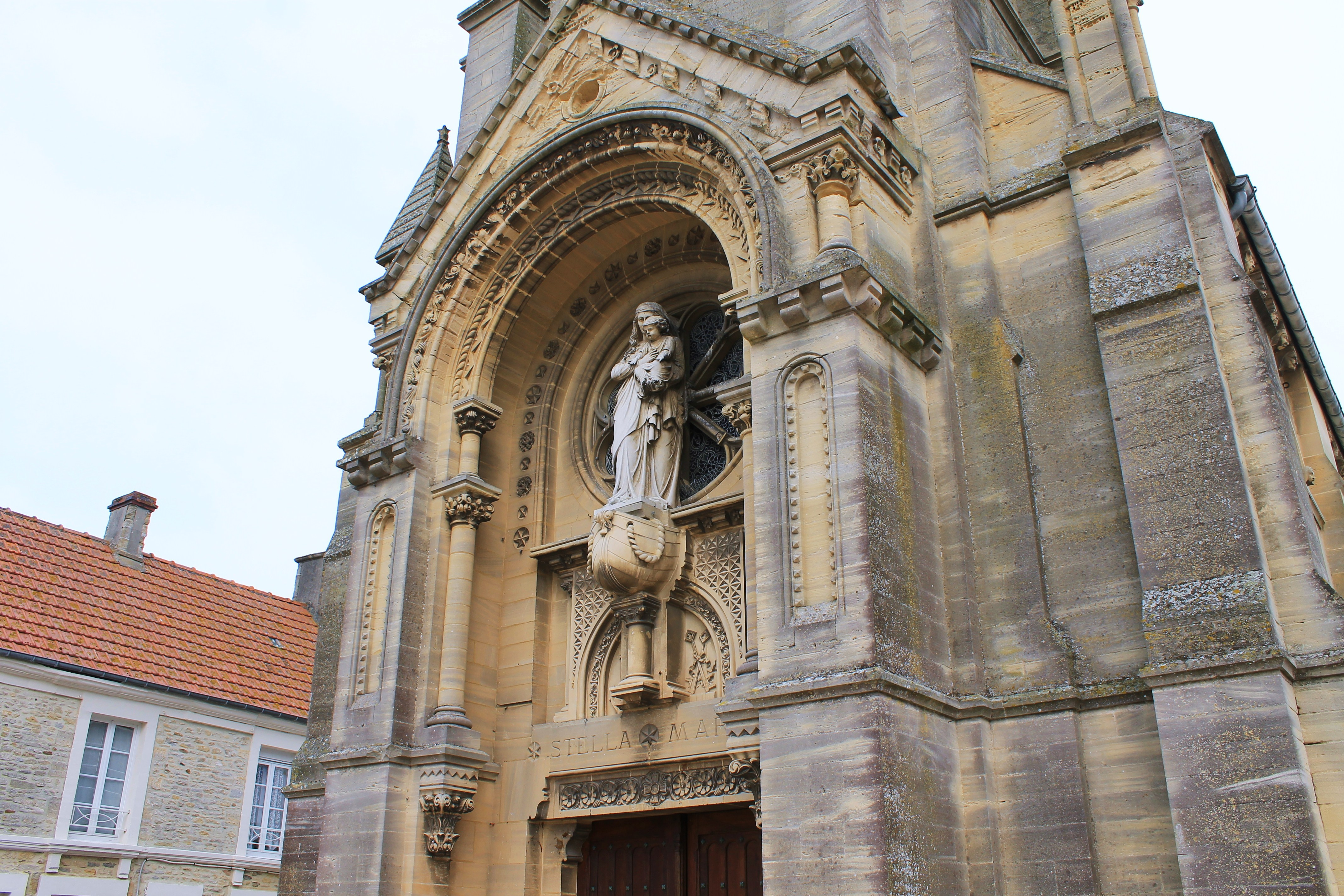
Kostel Arromanches
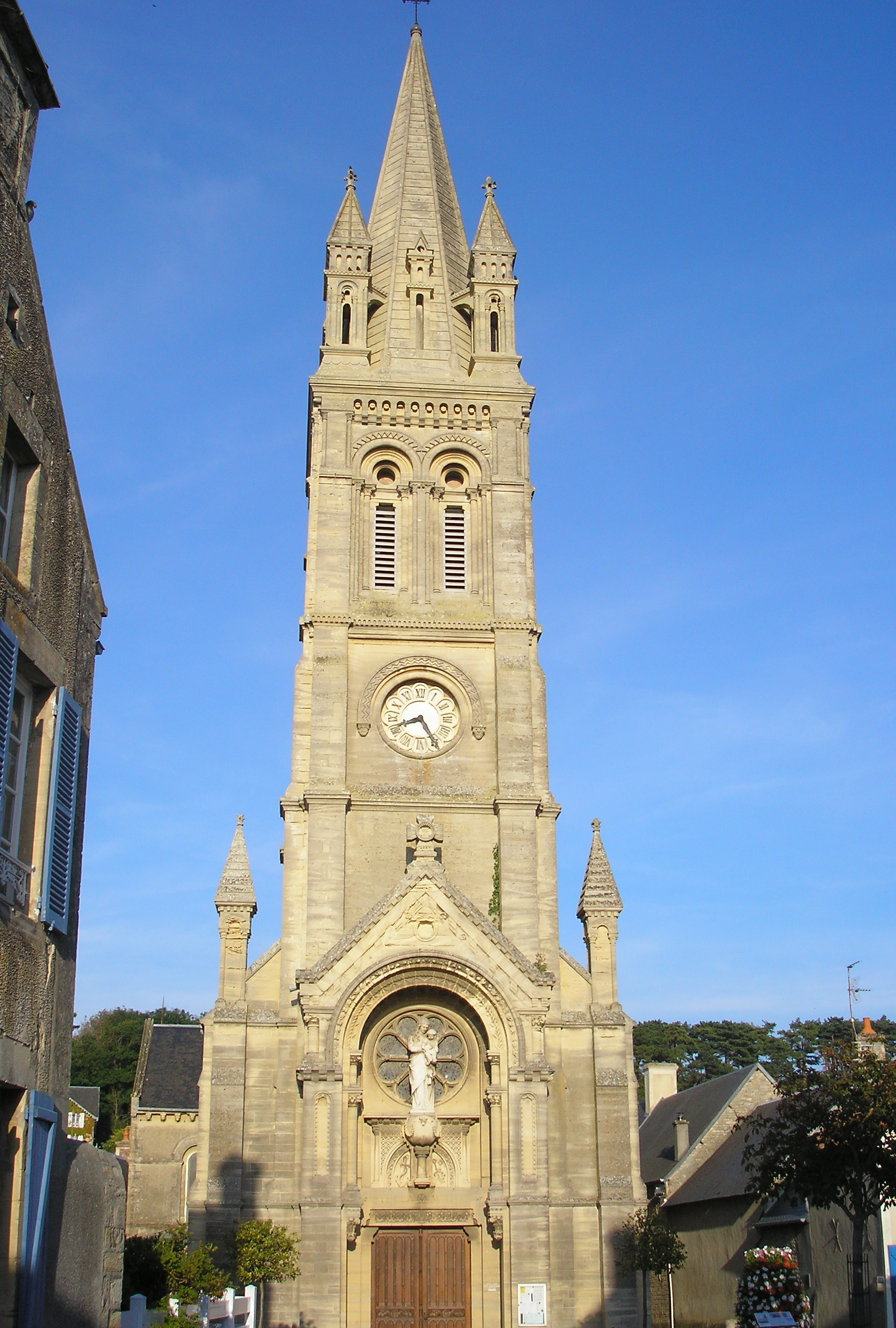
Kostel svatého Petra
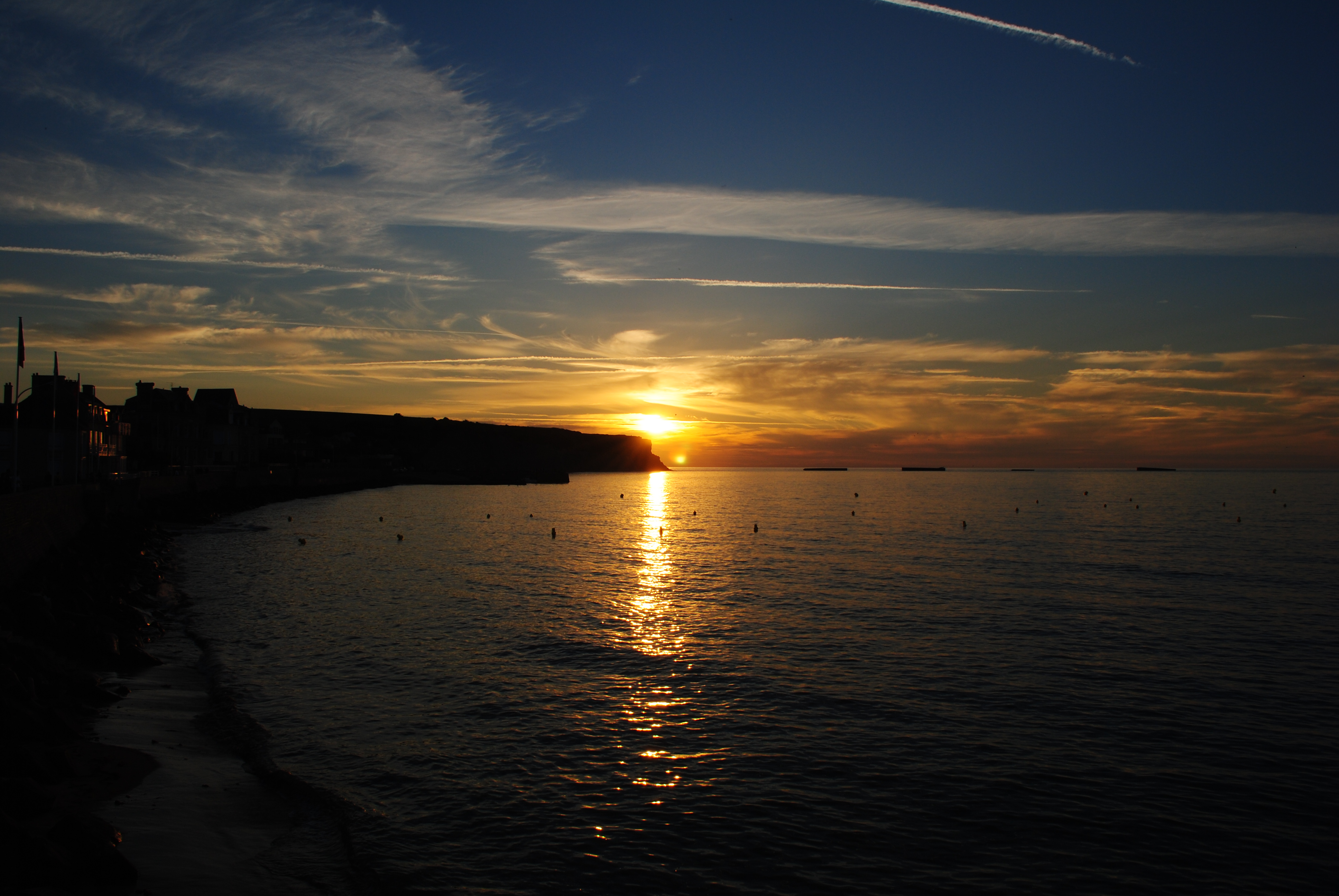
Západ slunce v Arromanches